# Луций Мумий
Луций Мумий (на латински: Lucius Mummius) e политик на Римската република през 2 век пр.н.е.

## Биография
Произлиза от плебейската фамилия Мумии. Брат е на Квинт Мумий.
През 187 пр.н.е. той е народен трибун с колеги брат му Квинт Мумий и с Марк Абурий, Квинт Петилий и Квинт Петилий Спурин. Консули тази година са Марк Емилий Лепид и Гай Фламиний. С брат си Квинт Мумий е в опозиция на Сципионите. През 177 пр.н.е. e претор и се бие в Сардиния.
Баща е на Луций Мумий Ахаик (консул 146 пр.н.е.). Неговата праправнучка Мумия Ахаика е майка на император Галба.